# Хімчин
Х́́імчин — село Косівського району Івано-Франківської області. Входить до складу Рожнівської сільської громади.

## Географія
Межує з селами Рожнів, Вербовець, Пістинь, Трач, Корости, Кривоброди Косівського району, Тростянець Коломийського району.
Протяжність з заходу на схід 7 км, з півночі на південь 5 км. Відстань від Косова по автошляху 22 км, від залізничної станції Заболотів — 21 км.
Має 53 присілки і кутки: Гвізд, Дані, Кубаня, Іванчин, Верхні Телецки, Горі, Нижні Телецки, Буди, Верхи, Кравець, Буковєна, Гураня, Багни, Мірєвець, Моріг, Осередок, Шпаяви, Замчище, Гори, Климпуш, Гостиво, Мателино, Тиринтино, Савино, Ями, Хімчинці, Ґаджін, Циганівка, Баб'юково, Горбачево, Пугарі, Помірок, Залім, Гнилоза, Варашівка, Каменець, Палічина, Ланище, Млачки, Корнеєві гори, Полінки, Дудидрина, Малюково, Хромівка, Центр, Горбова дорога, Долів, Кирдалівка, Корита, над ставками, Сусина гора, Мавково, Томівка, Лупєнки.
Площа лісів, переважно широколистих, становить 403 га; їх назви: Гнилий Потік, Зруб, Замчище, Горбачево, Шпаяви, Мірєвець, Залім, Площа, Буди, Хімчинець, Каменець.
Річка Хімчин (довжина 13 км, з них у межах села — 6 км), витікає з джерела на висоті Ґрунь (450 м), ширина річища від 0,8–1 м у верхній течії, до 2,5–4 м у нижній, де її звуть Млинівкою. Притоки всі ліві — Кривец, Томівка, Тарганець, Пласковець.

## Історія
Село виникло 1590 р. як Хомчин.
В УПА полягли 29 хімчинців. Багато жертв і з боку прихильників (добровільних чи вимушених) радянської влади, які загинули в ході жорстокої боротьби між УПА та комуністичним режимом.

## Пам'ятки історії та культури
Церква Покрови Пресвятої Богородиці 1868 р., Належить до ПЦУ. Настоятель протоієрей Ярослав Хрущ.
Пам'ятник односельцям, які загинули під час Другої світової війни (1967).
У 1990 р. освячено могилу в пам'ять січових стрільців та всіх борців за волю України.
Хрести на місці загибелі повстанців УПА.
10 серпня 1994 р. освячено хрест на місці загибелі восьми повстанців, виданих зрадником.

## Відомі люди
- Василь Романюк (9.12.1925-14.07.1995) — патріарх Київський і всієї Руси-України Володимир.
- П. Корнеюк — український журналіст, громадський і політичний діяч, активіст НРУ.
- П. Мотрук — посол України в Польщі.
- Остафійчук Богдан Костянтинович (1948—2024) — доктор фізико-математичних наук, професор, у 2005—2012 роках  — ректор Прикарпатського університету ім. В. Стефаника.
- Підлетейчук Петро Андрійович (* 1930) — український громадський і військовий діяч, письменник. Активний діяч УПА, учасник Норильського повстання.
- Романюк Михайло Дмитрович — заслужений діяч науки і техніки України,  доктор економічних наук, професор, завідувач кафедри менеджменту і маркетингу Прикарпатського національного університету ім. В. Стефаника.

Кандидатами наук стали химчинці Б. Розпутняк, О. Будзуляк, С. Будзуляк, П. Гостюк, І. Матейчук.
Також: І. М. Будзуляк — доктор фізико-математичних наук, професор.

## Типові прізвища
Атаманюк, Каюк, Бабчук, Гостюк, Луканюк, Марчук, Матійчук, Розвадовський, Романюк, Мотрук, Скоропанюк, Підлетейчук, Гребенюк, Стефурак, Федчук.

## Народні промисли
У селі розвинені промисли: вишивка (П. Мотрук, П. Сусак), художнє ткацтво (П. Зюзяк, В. Матійчук, П. Остафійчук); виготовлення народного одягу (Й. Романюк, В. Луканюк); лозоплетіння і в'язання (П. Романюк, Я. Луканюк, Г. Атаманюк, Д. Мотрук, В. Матійчук); художня обробка шкіри (М. Марчук). Живописець, реставратор, іконописець, (Ю. Розвадовський)